# 24-Stunden-Rennen von Spa-Francorchamps 1967

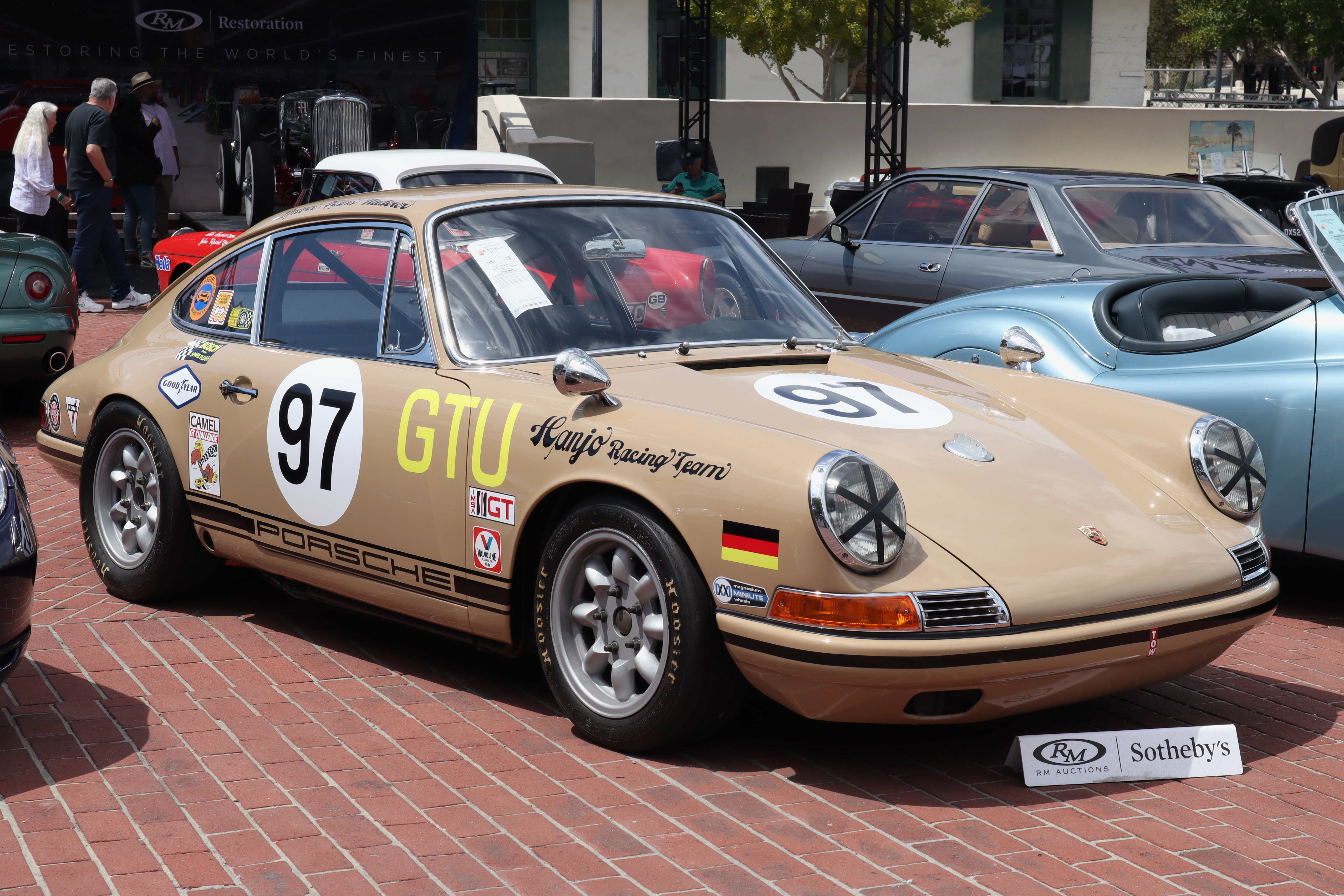
Porsche 911, Siegerwagenmodell von Jean-Pierre Gaban und Noël van Assche

Das 19. 24-Stunden-Rennen von Spa-Francorchamps, auch 24 h Spa-Francorchamps, fand vom 22. bis 23. Juli 1967 auf dem Circuit de Spa-Francorchamps statt und war der achte Wertungslauf der Tourenwagen-Europameisterschaft dieses Jahres.

## Das Rennen
1967 gab es in Spa den ersten Porsche-Gesamtsieg bei diesem 24-Stunden-Rennen. Mit einigen Störungen verlief das Rennen für Jean-Pierre Gaban und Noël van Assche mit dem in der Werkstatt von Gerhard Mitter vorbereiteten Porsche 911. Bereits in der Nacht begannen die Probleme mit der Lichtanlage, die immer wieder zum Ausfall der vorderen Beleuchtung führten. Ein lockeres Elektrokabel der Lichtmaschine verursachte am Sonntagvormittag einen stromlosen Scheibenwischer. Daraufhin ließ Gaban bei einem Boxenstopp links und rechts an den Wischern eine Schnur montieren, die er an den aufgeklappten Flügelfenstern vorbei ins Wageninnere fädelte, um die Wischer mit der Hand zu betätigen. Diese Vorgehensweise widersprach dem Reglement, die Teamleitung des zweitplatzierten Werks-Alfa Romeo 1600 GTA verzichtete aber auf einen Protest, da sie das Rennen auf der Strecke hätte gewinnen wollten und nicht am Grünen Tisch.
Nachdem das Werksteam von BMW auf eine Teilnahme verzichtet hatte, galten die hubraumstarken US-amerikanischen Ford Mustang (7 Meldungen) und Chevrolet Camaro als Favoriten für den Gesamtsieg. Das Gros der Starter stellte Alfa Romeo mit neun 1600 GTA und vier 1600 GTV. Zu Beginn des Rennens führten Jacky Ickx und Armin Hahne, die im Vorjahr im Werks-BMW 2000 TI siegreich waren, auf einem 4,7-Liter-Ford Mustang das Rennen an. Eine defekte Hinterachse löste für sie das vorzeitige Ende des Rennens aus.
Zwei tödliche Unfälle überschatten das Rennen. Betroffen waren die beiden jungen belgischen Rennfahrer Wim Loos und Eric de Keyn. Knapp nach Mitternacht verunfallte de Keyn, der sich das Cockpit eines Alfa Romeo 1600 GTA mit Gustave Gosselin teilte, im schnellen Streckenabschnitt Holowell. Zum Unfallzeitpunkt lag dort dichter Nebel über Bahn. Nach der Erstversorgung wurde der schwer verletzte de Keyn mit einem Rettungswagen in das Bavières Hospital von Lüttich gebracht, wo er fünf Tage später seinen Verletzungen erlag. Als Wim Loos, der einen Alfa Romeo 1600 GTV fuhr, zur Unfallstelle kam, übersah er im Nebel den langsam fahrenden Rettungswagen. Er verriss den Alfa Romeo und prallte mit der Rückseite gegen einen Erdwall. Loos war nicht angegurtet und wurde aus dem Fahrzeug geschleudert. Er starb wenige Minuten nach seiner Ankunft in einem lokalen Krankenhaus. In der Gegenwart undenkbar, damals aber völlig normal, gab es weder eine Rennunterbrechung noch einen Abbruch.

## Ergebnisse

### Schlussklassement
| 1               | Gr. 2/2.0   | 23 | Jean-Pierre Gaban                   | Jean-Pierre Gaban Noël van Assche         | Porsche 911               | 288 |
| 2               | Gr. 2/1.6   | 45 | Autodelta S.p.A.                    | Enrico Pinto Arnaldo Cavallari            | Alfa Romeo 1600 GTA       | 287 |
| 3               | Gr. 2/+ 2.0 | 14 | Guy Chasseuil                       | Guy Chasseuil Georges Bossuyt             | Ford Mustang              | 264 |
| 4               | Gr. 2/1.6   | 47 | Daniel Dezy                         | Daniel Dezy Henri Quernette               | Alfa Romeo 1600 GTA       | 260 |
| 5               | Gr. 2/+ 2.0 | 11 | Jean-Pierre Hanrioud                | Jean-Pierre Hanrioud Jacques Rey          | Ford Mustang              | 259 |
| 6               | Gr. 2/1.6   | 56 | Alfa Romeo Benelux                  | Nicolas Koob Aloyse Kridel                | Alfa Romeo 1600 GTV       | 255 |
| 7               | Gr. 2/1.6   | 55 | Alfa Romeo Benelux                  | Carl Smet Pascal Demol                    | Alfa Romeo 1600 GTV       | 252 |
| 8               | Gr. 2/1.6   | 59 | Alfa Romeo Benelux                  | Roland Imbert M. Fouquet                  | Alfa Romeo 1600 GTA       | 252 |
| 9               | Gr. 2/2.0   | 30 | Bam Bam Team                        | Didier Roose Joost Byttebier              | Volvo 122S                | 247 |
| 10              | Gr. 2/2.0   | 29 | Robert Leysieffer                   | Robert Leysieffer Haus                    | Volvo 122S                | 247 |
| 11              | Gr. 2/2.0   | 28 |                                     | Emmanuel Charbonneaux Alain Junguenet     | BMW 2000 TI               | 245 |
| 12              | Gr. 2/1.3   | 69 | Écurie du Var                       | Dominique Ottavi F. Riquier               | Renault R8 Gordini        | 242 |
| 13              | Gr. 2/1.0   | 92 | NSU Belgian Team                    | William Scheeren Siegfried Spiess         | NSU 1000 TTS              | 237 |
| 14              | Gr. 2/1.3   | 65 | Alfa Romeo Benelux                  | Emile Holvoet Max Staquet                 | Alfa Romeo 1300 GT Junior | 237 |
| 15              | Gr. 2/1.6   | 42 | Racing Team VDS                     | Serge Trosch Teddy Pilette                | Alfa Romeo 1600 GTA       | 237 |
| 16              | Gr. 2/1.3   | 85 |                                     | Dino Pizzinato John Lagodny               | BMC Mini Cooper S         | 236 |
| 17              | Gr. 2/1.3   | 96 | Scuderia Mille Miglia               | Claude Collaer Michel Demarcin            | Renault R8 Gordini        | 236 |
| 18              | Gr. 2/1.3   | 72 | Ecurie Baudouin Visétoise           | Charles Mombaerts J. Carlier              | Renault R8 Gordini        | 235 |
| 19              | Gr. 2/1.0   | 93 | NSU Belgian Team                    | Karl-Heinz Panowitz Etienne Stalpaert     | NSU 1000 TTS              | 225 |
| 20              | Gr. 2/+ 2.0 | 6  | Xavier Boulanger                    | Xavier Boulanger Edouard Duvigneaud       | Chevrolet Camaro          | 219 |
| 21              | Gr. 2/1.3   | 75 | Xavier Lapeyre                      | Xavier Lapeyre Victor                     | BMC Mini Cooper S         | 215 |
| 22              | Gr. 2/1.0   | 91 | NSU Belgian Team                    | Pierre Bonvoisin E. Brel                  | NSU 1000 TTS              | 214 |
| 23              | Gr. 2/1.3   | 95 |                                     | Frans Lubin Han Akersloot                 | BMC Mini Cooper S         | 212 |
| 24              | Gr. 2/1.0   | 94 | NSU Belgian Team                    | Christine Beckers Marie-Claude Charmasson | NSU 1000 TTS              | 211 |
| Nicht klassiert |             |    |                                     |                                           |                           |     |
| 25              | Gr. 2/1.6   | 5  | Goodwin Engineering Racing Division | Nathalie Goodwin Cyril Williams           | Ford Cortina Lotus        | 230 |
| Disqualifiziert |             |    |                                     |                                           |                           |     |
| 26              | Gr. 2/+ 2.0 | 3  | Alan Mann Racing                    | Pat Gautot Chris Tuerlinx                 | Ford Mustang              | 171 |
| 27              | Gr. 2/1.6   | 54 | Alfa Romeo Benelux                  | G. Manguin Philippe Toussaint             | Alfa Romeo 1600 GTV       | 76  |
| 28              | Gr. 2/1.3   | 66 | Alfa Romeo Benelux                  | Patrick Pètre Claude Collignon            | Alfa Romeo 1300 GT Junior | 60  |
| Ausgefallen     |             |    |                                     |                                           |                           |     |
| 29              | Gr. 2/1.3   | 74 | Écurie Grafo                        | Tony Merckx Yvan Derivière                | BMC Mini Cooper S         | 204 |
| 30              | Gr. 2/1.6   | 49 | Goodwin Engineering Racing Division | Ken Coffey Tony Gorst                     | Ford Cortina Lotus        | 203 |
| 31              | Gr. 2/1.6   | 43 | Team Lucien Bianchi                 | Jacques Demoulin Jean-Marie Jacquemin     | Alfa Romeo 1600 GTA       | 176 |
| 32              | Gr. 2/2.0   | 24 | Karl von Wendt                      | Karl von Wendt Dieter Fröhlich            | Porsche 911               | 168 |
| 33              | Gr. 2/1.6   | 44 | Team Lucien Bianchi                 | Yvette Fontaine Jean-Marie Lagae          | Alfa Romeo 1600 GTA       | 162 |
| 34              | Gr. 2/+ 2.0 | 9  | Robert Neyret                       | Robert Neyret Jacques Terramorsi          | Ford Mustang              | 150 |
| 35              | Gr. 2/2.0   | 26 |                                     | Paul Lucas Jo Demeyere                    | BMW 2000 TI               | 148 |
| 36              | Gr. 2/2.0   | 27 | Pierre Maublanc                     | Pierre Maublanc Claude Ballot-Léna        | BMW 2000 TI               | 143 |
| 37              | Gr. 2/1.3   | 77 |                                     | Johan Steegen Pierre Chausse              | Glas 1304 TS              | 133 |
| 38              | Gr. 2/1.3   | 71 | Écurie du Var                       | Jean-Claude Sola Boulogne                 | Renault R8 Gordini        | 133 |
| 39              | Gr. 2/+ 2.0 | 4  | Michel Martin                       | Michel Martin Sylvain Garant              | Ford Mustang              | 132 |
| 40              | Gr. 2/1.6   | 52 | Tom Sol                             | Tom Sol Nicole Sol                        | Ford Cortina Lotus        | 130 |
| 41              | Gr. 2/1.6   | 41 | Racing Team VDS                     | Gustave Gosselin Eric de Keyn             | Alfa Romeo 1600 GTA       | 128 |
| 42              | Gr. 2/1.6   | 53 | Alfa Romeo Benelux                  | Wim Loos Jean-Pierre Ackermans            | Alfa Romeo 1600 GTA       | 116 |
| 43              | Gr. 2/2.0   | 35 | Willi Kauhsen                       | Zonders Willi Kauhsen                     | Porsche 912               | 82  |
| 44              | Gr. 2/1.3   | 87 | Raymond Aron                        | Raymond Aron Georges Body                 | BMC Mini Cooper S         | 73  |
| 45              | Gr. 2/1.3   | 73 | Julien Vernaeve                     | Julien Vernaeve Hugo Schumacher           | BMC Mini Cooper S         | 66  |
| 46              | Gr. 2/1.3   | 78 | Ecurie Baudouin Visétoise           | Eddy Doseray N. Mosbeux                   | Glas 1304 TS              | 59  |
| 47              | Gr. 2/2.0   | 1  | Alan Mann Racing                    | Jacky Ickx Hubert Hahne                   | Ford Mustang              | 57  |
| 47              | Gr. 2/1.6   | 46 | Autodelta S.p.A.                    | Jean Rolland Giancarlo Baghetti           | Alfa Romeo 1600 GTA       | 46  |
| 48              | Gr. 2/+ 2.0 | 2  | Claude Dubois                       | Claude Dubois Yves Deprez                 | Ford Mustang              | 46  |
| 49              | Gr. 2/1.3   | 68 | Alfa Romeo Benelux                  | Daniel Vanderborght Maurice Dantinne      | Alfa Romeo 1300 GT Junior | 41  |
| 50              | Gr. 2/+ 2.0 | 7  |                                     | Tom Lynch Bryan Thompson                  | Chevrolet Camaro          | 40  |
| 51              | Gr. 2/1.3   | 82 | Alfa Belgium                        | Jean-Marie Pierson Philippe de Barsy      | Alfa Romeo 1300 GT Junior | 32  |
| 52              | Gr. 2/2.0   | 32 |                                     | Claude Lucien Delmas                      | BMW 2000 TI               | 31  |
| 53              | Gr. 2/1.3   | 79 | Hans Glas GmbH                      | Gerhard Bodmer Dieter Schmid              | Glas 1304 TS              | 23  |
| 54              | Gr. 2/1.3   | 70 | Écurie du Var                       | Muscat Cyr Febbrairo                      | Renault R8 Gordini        | 22  |
| 55              | Gr. 2/+ 2.0 | 8  | Henri Greder                        | Henri Greder Jean-Michel Giorgi           | Chevrolet Camaro          | 21  |
| 56              | Gr. 2/1.6   | 57 | Team Lucien Bianchi                 | Jean-Marie Herman Georges Harris          | Alfa Romeo 1600 GTA       | 7   |
| 57              | Gr. 2/1.3   | 67 | Alfa Romeo Benelux                  | Jacques Thenaers Moustache                | Alfa Romeo 1300 GT Junior | 7   |
| Nicht gestartet |             |    |                                     |                                           |                           |     |
| 58              | Gr. 2/+ 2.0 | 10 |                                     | Roland Hanser Hugues Hazard               | Ford Mustang              | 1   |
| 59              | Gr. 2/+ 2.0 | 5  |                                     | Jean-Pierre Rouget Frank Ruata            | Ford Mustang              | 2   |

1 Unfall im Training
2 nicht gestartet

### Nur in der Meldeliste
Zu diesem Rennen sind keine weiteren Meldungen bekannt.

### Klassensieger
| Klasse      | Fahrer            | Fahrer            | Fahrzeug            | Platzierung im Gesamtklassement |
| ----------- | ----------------- | ----------------- | ------------------- | ------------------------------- |
| Gr. 2/+ 2.0 | Guy Chasseuil     | Georges Bossuy    | Ford Mustang        | Rang 3                          |
| Gr. 2/2.0   | Jean-Pierre Gaban | Noël van Assche   | Porsche 911         | Gesamtsieg                      |
| Gr. 2/1.6   | Enrico Pinto      | Arnaldo Cavallari | Alfa Romeo 1600 GTA | Rang 2                          |
| Gr. 2/1.3   | Dominique Ottavi  | F. Riquier        | Renault R8 Gordini  | Rang 12                         |
| Gr. 2/1.0   | William Scheeren  | Siegfried Spiess  | NSU 1000 TTS        | Rang 13                         |

### Renndaten
- Gemeldet: 58
- Gestartet: 56
- Gewertet: 24
- Rennklassen: 5
- Zuschauer: unbekannt
- Wetter am Renntag: Nebel und starker Regen am Rennende
- Streckenlänge: 14,100 km
- Fahrzeit des Siegerteams: 24:00:00.000 Stunden
- Gesamtrunden des Siegerteams: 288
- Gesamtdistanz des Siegerteams: 4053,000 km
- Siegerschnitt: 168,667 km/h
- Pole Position: Jacky Ickx – Ford Mustang (#1) – 4:22,700 = 193,224 km/h
- Schnellste Rennrunde: Jean-Pierre Gaban – Porsche 911 (#23) – 4:28,900 = 188,769 km/h
- Rennserie: 8. Lauf zur Tourenwagen-Europameisterschaft 1967